# Memoriał Walerego Łobanowskiego 2011
Międzynarodowy Memoriał Walerego Łobanowskiego 2011 – IX edycja międzynarodowego Memoriału Walerego Łobanowskiego, rozgrywanego w Kijowie od 9 do 10 sierpnia 2011 roku. W turnieju uczestniczyły drużyny młodzieżowe U-21 i U-23.

## Uczestnicy i regulamin
W turnieju wzięło udział cztery zespoły:
- Ukraina U-21 (gospodarz)
- Izrael U-21
- Serbia U-21
- Uzbekistan U-23

W turnieju rozegrano w sumie cztery mecze. Impreza rozpoczęła się od losowania, które wyłoniło pary półfinałowe. Spotkania odbyły się 9 sierpnia. Triumfatorzy tych spotkań zmierzyli się ze sobą 10 sierpnia w finale, a pokonani zagrali mecz o 3. miejsce w turnieju.

## Mecze

### Półfinały
| 9 sierpnia 2011 20:00 | Ukraina U-21 · Denys Harmasz 54' · Ihor Czajkowski 59' · Jurij Putrasz 90+1' | 3:0(0:0)Raport | Izrael U-21 | Stadion Obołoń, Kijów |
|                       |                                                                              |                |             |                       |

| 9 sierpnia 2011 20:00 | Uzbekistan U-23 · ? 57' · ? 60' | 2:0(0:0)Raport | Serbia U-21 | Stadion Dynamo Łobanowskiego, Kijów |
|                       |                                 |                |             |                                     |

### Mecz o 3 miejsce
| 10 sierpnia 2011 18:00 | Izrael U-21 | 0:1(0:1)Raport | Serbia U-21 · 34' ? | Stadion Obołoń, Kijów |
|                        |             |                |                     |                       |

### Finał
| 10 sierpnia 2011 18:00                                                          | Ukraina U-21 | 0:0 k. 7:8(1:1)Raport                                                                     | Uzbekistan U-23 | Stadion Dynamo Łobanowskiego, Kijów |
|                                                                                 |              |                                                                                           |                 |                                     |
|                                                                                 |              | Rzuty karne                                                                               |                 |                                     |
| Harmasz · Tkaczuk · Krywcow · Jeremenko · Bezus · Hreczyszkin · Putrasz · Babyr |              | Tuhtahujav · Ismatullaev · Musaev · Turaev · Mochalov · Pirimov · Mustafaev · Hojiakbarov |                 |                                     |

## Królowie strzelców

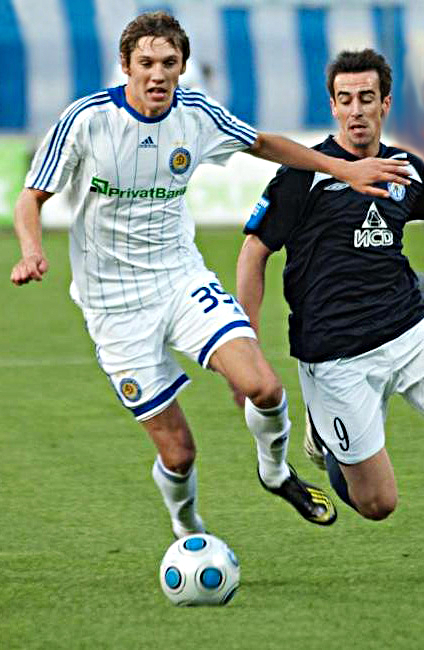
Denys Harmasz

1 gol
- Ihor Czajkowski
- Denys Harmasz
- Jurij Putrasz

| Zwycięzca Memoriału Walerego Łobanowskiego 2011 |
| ----------------------------------------------- |
| Uzbekistan U-23 1. tytuł                        |